# プラネットハウル
『プラネットハウル』（PLANET HOWL）は、SmokingWOLFと標準誤差StRが共同制作したSFマウスアクションゲーム。SmokingWOLF自身が開発したWOLF RPGエディターで制作され、2015年9月18日に第1話が公開され、その後毎月1話ずつ、全3話までが連載された。

## 概要
ニコニコゲームマガジンの連載ゲームとして製作された。ゲームデザインをSmokingWOLF、シナリオとテキストをPERYKARNが担当している。
操作はマウスで行い、各話ごとに操作方法が変更される。
ミッションの開始前には機体・装備のカスタマイズが可能であり、ミッション達成時に手に入れられる資材を使用してブースターやブレーキといった移動装備をはじめ、ブレーキ強化などといった性能補助パーツのほか、操作性を悪化させてゲーム難易度を上げるパーツや、ミッションのルールが難しくなるハードモードでのプレイを可能にするミステリーパーツといったパーツを購入・装備でき、自分の好みやレベルに合わせて装備で難易度を調節できるようにしている。ストーリーにはいくつかの分岐ルートがあり、タイムシフト機能を使用することで一度クリアしたステージまで時間を遡り、イベントで別の選択肢を選ぶことができるようになっている。

## 登場人物
13号（ウォー）
ケモノ（犬型獣人）の少年。本作の主人公。正式名称はID:024500013こと「未執行青少年13号」。未執行青少年制度に参加するが、施設から出たばかりで、世事に疎い。ゲーム中の選択肢によって、前向きもしくは後ろ向きな性格へと変化していく（変化させないことも可能）。ウォーという名前はスノウによって与えられたもの。
4号（リザ）
トカゲ型獣人の少年。ウォーと同じく未執行青少年制度に参加する「未執行青少年4号」。スラムの出身で、かつてはリザという名前があった。優秀なパイロットでプライドも高く、ウォーを小馬鹿にしつつもライバル意識を剥き出しにする。
アンクル・ベアー
クマ型獣人男性。「未執行青少年待機区画」の管理人。ウォーからは「おじさん」と呼ばれる。凄腕のハッカーでもあり、かつてはボルカノの仲間の一人だった。ウォーとスノウに協力したことで追われる身となる。
スノウ=サンライト
人間の少女。本作のヒロイン。ケモノ趣味が高じてアトラスとの対話の使者に立候補した。機体が故障し漂流しかけていたところをウォーに救われる。そうした経緯もあって、ウォーに対しては特に好意的。優れた技術力を持ち、第2話では機体整備を一手に担う。
デルード
ウサギ型獣人女性。アンクルのかつての相棒で、後ろ暗い仕事にも手を染めていた過去を持つ。現在の職業は料理人で、自分の店を出すことを目標としている。ウォーとスノウに荷担した罪によって追われていたアンクルを匿う。
シャトルAIシャトール
関西弁で話す、陽気で賑やかなAIモジュール。漂流していたところをウォーとスノウによって拾われた後、ふたりを心身共にサポートする。最期はふたりを助けるため、大気圏突入機能を行使し人格データを初期化した。その後、スノウによってデータをサルベージされAIそのものは復活したが、初期化された人格を復元することはできなかった。
始末屋
ヒョウ型獣人男性。ボルカノの命を受け、ステルス機を操ってウォーとスノウを狙う。
グレイ=サンライト
初老の人間男性。スノウの父親にしてプロメテウスの指導者。冷静かつ理性的な人物で、ウォーのことを慎重に見極めようとしている。一方で典型的な親バカでもあり、スノウが絡む案件ではウォーを一方的に威嚇する。
ボルカノ
ライオン型獣人男性。アトラスの市長。現在では規則主義者として知られるが、かつては義理堅い人格者だった。惑星ハウルとそこに住まう人々を強く敵視しており、「星の遠吠え」計画の完遂を悲願とする。

## ストーリー

### 第1話：Day1~Day9
宇宙に浮かぶ衛星軌道都市の「アトラス」を舞台とする。そこには「計画外に生まれた生命は処分するべし」とのルールがあるが、例外として「未執行青少年制度」があり、計画外に生まれた子どもたちはその制度に参加し危険な特殊任務に挑み、処分の執行日までに「市民ポイント」と呼ばれる都市への貢献度を上げることができれば、市民としてアトラスに登録され、生き残ることが出来るというものだ。
処分の執行日まで残り9日となった13号は執行を免れるため、市民ポイントを稼ぐために危険な任務に挑む。ゲーム開始時点では市民ポイントは-100となっており、ミッションの達成度に応じて市民ポイントがプラスされていく。
ルートAではハウルという惑星からやってきたスノウという少女と出会い、彼女を匿いながら日々を過ごす。やがてスノウの存在が露見したことで、ウォーはスノウと市長の面会によってハウルとアトラスの交流を実現させるべく、単身囮となって出撃。しかし市長のボルカノと面会したスノウは、彼がハウルを破壊・再開発し、アトラスの入植地とする「星の遠吠え計画」の存在を知り、ボルカノの手によって宇宙に放逐されてしまう。同じ頃、4号ことリザとの死闘をくぐり抜けたウォーも、彼の手によってワーカーに深刻なダメージを受け、同じく宇宙の漂流者となるのだった。
ルートBでは市民ポイントを順調に稼いだ13号が正規市民へと昇格、出会うことのなかったスノウと思しき亡骸を発見しエンディングとなる。

### 第2話：Day10~Day23
大破寸前のワーカーと、パージされた市長面会予備室にそれぞれ取り残されたウォーとスノウ。食料、バッテリー、酸素、全てが不足する絶望的な状況下で、ふたりは生き残るために、そして「星の遠吠え」計画を阻止するために動き出す。
ルートAではこの危機を伝えるためにハウルに向かい、AIのシャトールの献身と犠牲によって大気圏に突入、第3話へと続く。
ルートBではアトラスへと戻り、レジスタンスと協力してクーデターを起こす。クーデターは成功するが、平穏を取り戻してから一週間後、突如としてアトラスの全隔壁が解放され、ウォーやスノウ、アトラスの人々が窒息死するエンディングとなる。

### 第3話：Day24~Final Day2(day31)
無事ハウルに降下したウォーは、拠点「プロメテウスシェルター」で目を覚まし、スノウの父にしてハウルの指導者であるグレイのもと、彼から与えられる任務をこなす日々を過ごす。ハウルの人々はアトラスへの呼びかけを続けるが、その努力も虚しく、両者の対立は決定的となり、グレイはアトラス機能停止による全住人の抹殺を決意する。そして、ウォーは最後の決断を下す。
ルートAではアトラス機能停止に必要なアンテナを全て破壊し、さらにハウル破壊のために発射された兵器「イグナイター」も破壊することで双方の計画を阻止、ハウルとアトラスの和解を実現する。そしてウォーはスノウとともに外宇宙探索プロジェクトの一員となる。
ルートBではグレイに背き、ボルカノの指揮下に入り、ウォーは再び未執行青少年13号を名乗る。アンテナを破壊した後、イグナイターを破壊するべく出撃してきたスノウを撃墜し、「星の遠吠え」計画を完遂。13号はその功績によって正規市民へと昇格し、新たな名前を与えられる。
ルートCではグレイの命令通りにアンテナを防衛、アトラスを機能停止させる。そしてボルカノが死の間際に発射したイグナイターを破壊する。その後、ウォーたちは無人となったはずのアトラスの調査へ向かうが、そこにはウォーへの怨嗟の声をあげながら暴れ回る「何か」がいた。
ルートDではアンテナを防衛してアトラスを機能停止させ、さらにイグナイターも地上へと着弾させ、アトラス人とハウル人を皆殺しにする。すべてを終えたウォーは、ひとり宇宙の果てへと飛び去っていく。

## 機体

### 第1話：ワーカー
アトラスから支給される小型の作業艇。非正規市民向けに常時スラスター噴射が行われるカスタマイズが施されているほか、遠隔操作でパイロットのみを瞬時に処理するシステムが搭載されている。ゲーム上ではカーソルのある方向に自動で加速し、強い慣性が働いているため方向転換や細かい移動には時間がかかる、という形で表現されている。
操作系統は通常モード・戦闘モードに分かれており、ミッションによって使用できるモードが異なるほか、各モード毎に任意の装備を割り当てることができ、それぞれ右クリック・左クリックで使用可能。戦闘モードでは機体速度がやや上がるため、細かい作業には不向き。ミッションによっては「B」キーでモードを切り替えることができる。
難易度を上昇させる装備は「中古ジャイロ」で、慣性を打ち消すのにかかる時間が倍化する。

### 第2話：機動面会室
切り離された市長面会予備室と、壊れたワーカーを無理矢理接続した急造品。右クリック・左クリックが左右のスラスターにそれぞれ対応している。片方をクリックすることで加速と旋回を同時に行い、右クリックと左クリックを同時に行うことで機体前方に加速する。ワーカーと同様に慣性が働いているため精密な移動は難しい。
火器管制はスノウが担当しているため、敵が近くにいるときは装備した武器で自動的に攻撃を行う。ただし一部の装備を除き機体前方にしか発射されないため、照準はプレイヤー自身が行わなければならない。
難易度を上昇させる装備は「壊れた慣性中和装置」で、通常はスラスターを切っていると機体が減速するが、この減速がまったく発生しなくなる。

### 第3話：マッパー
ハウルが最新鋭の技術を用いて開発した、第一世代の汎空間作業船。左ドラッグによって機体各部のスラスター操作を行い、マウスを上下に動かすことで機体前方・後方それぞれに加速、左右に動かすことで旋回する。またミッションや難易度によっては風が発生することもあり、機体が風の吹く方向に流されやすくなる。右クリックで移動用パーツ・武装パーツを使用できるが、ミッションによってどちらの装備が使用できるかは決められており、任意に変更することはできない。
難易度を上昇させる装備は「制動装置をはずす」で、第2話と同じくスラスター停止時の自動減速が発生しなくなる。